# NGC 3037
NGC 3037 ist eine irreguläre Zwerggalaxie vom Hubble-Typ IBm im Sternbild Wasserschlange am Südsternhimmel. Sie ist schätzungsweise 30 Millionen Lichtjahre von der Milchstraße entfernt.
Das Objekt wurde am 26. März 1835 von John Herschel entdeckt.